# Фрайберг
Фрайберг  (нім. Freiberg) — університетське місто в Німеччині, адміністративний центр району Середня Саксонія і гірницьке місто, яке розташоване в центрі федеральної землі Саксонія між Дрезденом і Хемніцем. Весь історичний центр міста знаходиться під охороною держави.
Площа — 48,05 км2. Населення становить 39 948 осіб. (станом на 31 грудня 2020).

## Історія
Місто, засноване в 1186 році, було центром гірничодобувної промисловості в Рудних горах протягом століть. 
На межі XV й XVI ст. бургомістром Фрайберга У. Кальвом була створена «Докладна й корисна книжка про те, як шукати й знаходити руди, про різноманітні метали, з відповідним зображенням гір, з додатком їх назв, корисна рудокопам-початківцям». Книга слугувала гірникам своєрідним посібником-самовчителем і мала скорочену назву «Гірнича книжечка» (нім. Bergbuchlein). На початку XVI ст. У. Кальвом у Фрайберзі була заснована так звана Гуманітарна школа, де, серед іншого, викладалися основи гірничого мистецтва. 
Символом гірничої історії міста є Технічний університет — Фрайберзька Гірнича Академія, що був заснований в 1765 р. і є найстарішим університетом гірничої справи та металургії у світі. 
Фрайберг також має видатний собор, що містить два відомих органи Готфріда Зільбермана. Крім того, у місті є два інших органи, зроблені Готфрідом Зільберманом — один у Церкві Св. Петра (Петрікірхе), а інший — у церкві Святого Якова (нім. Jakobikirche).  
У післявоєнний час Фрайберг став одним з найбільших в Центральній Європі центром мормонізма. Середньовічну частину міста внесено до спадщини ЮНЕСКО.

## Галерея

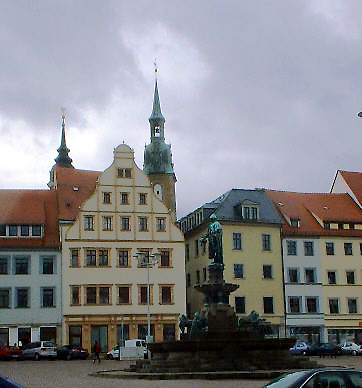
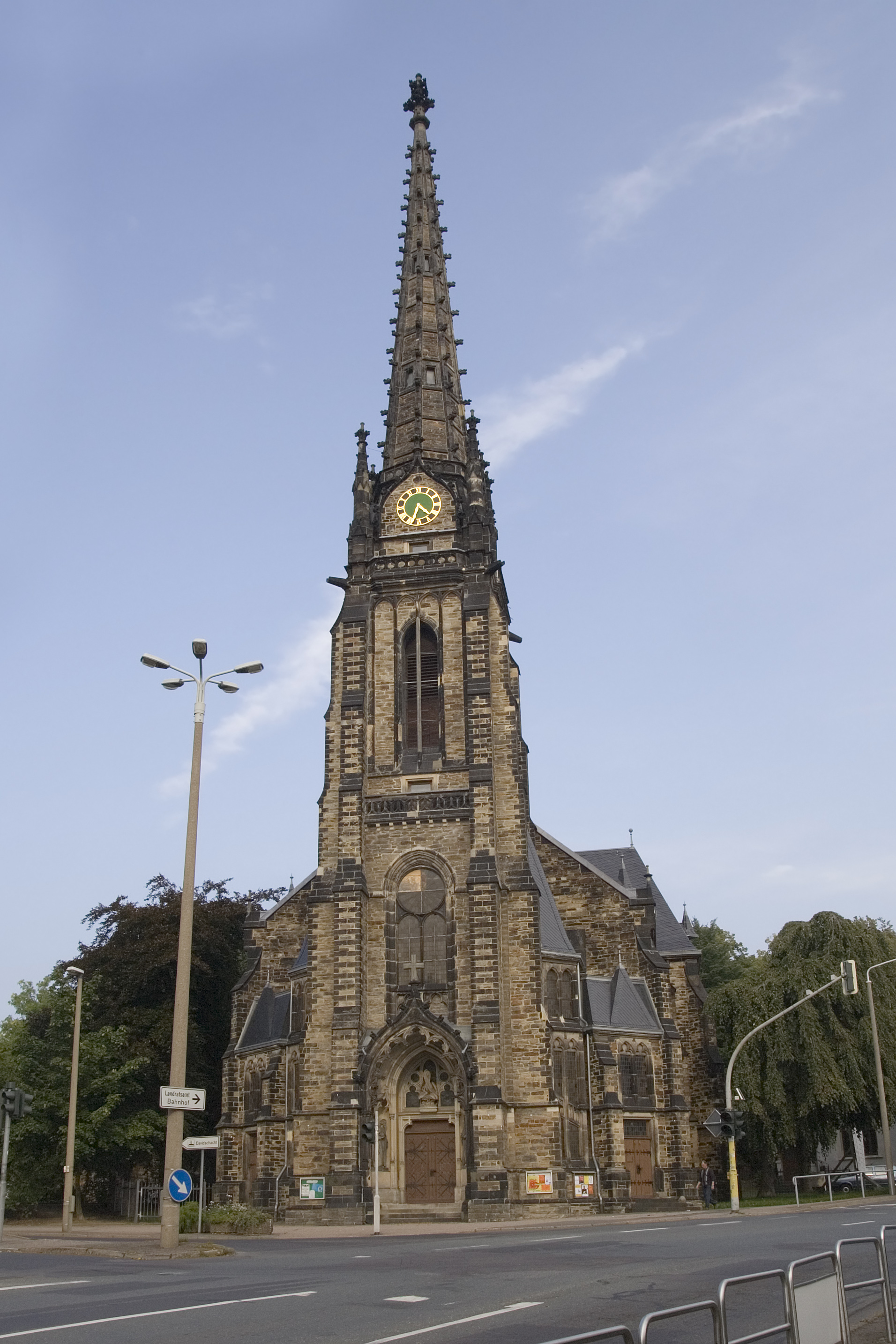
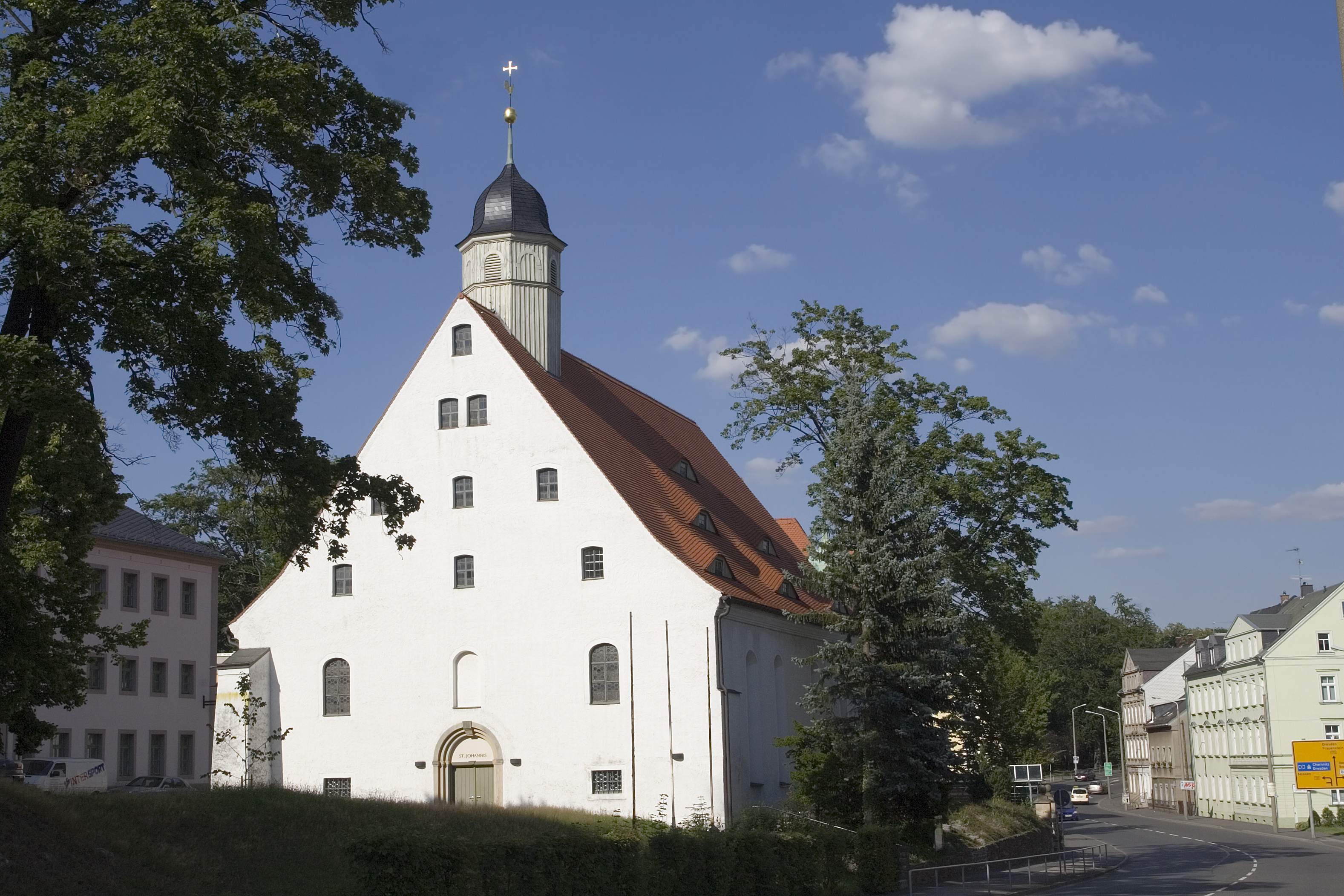
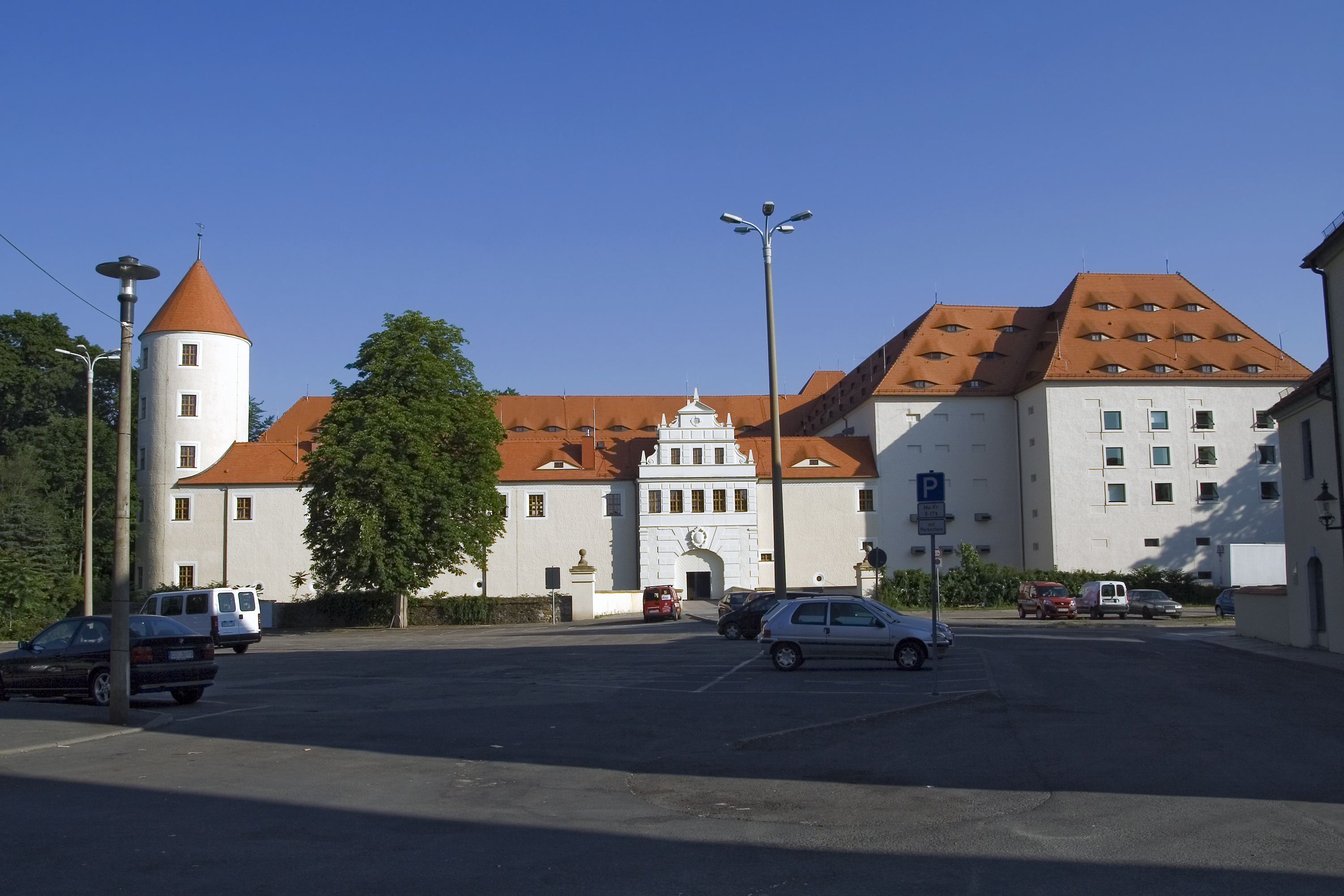
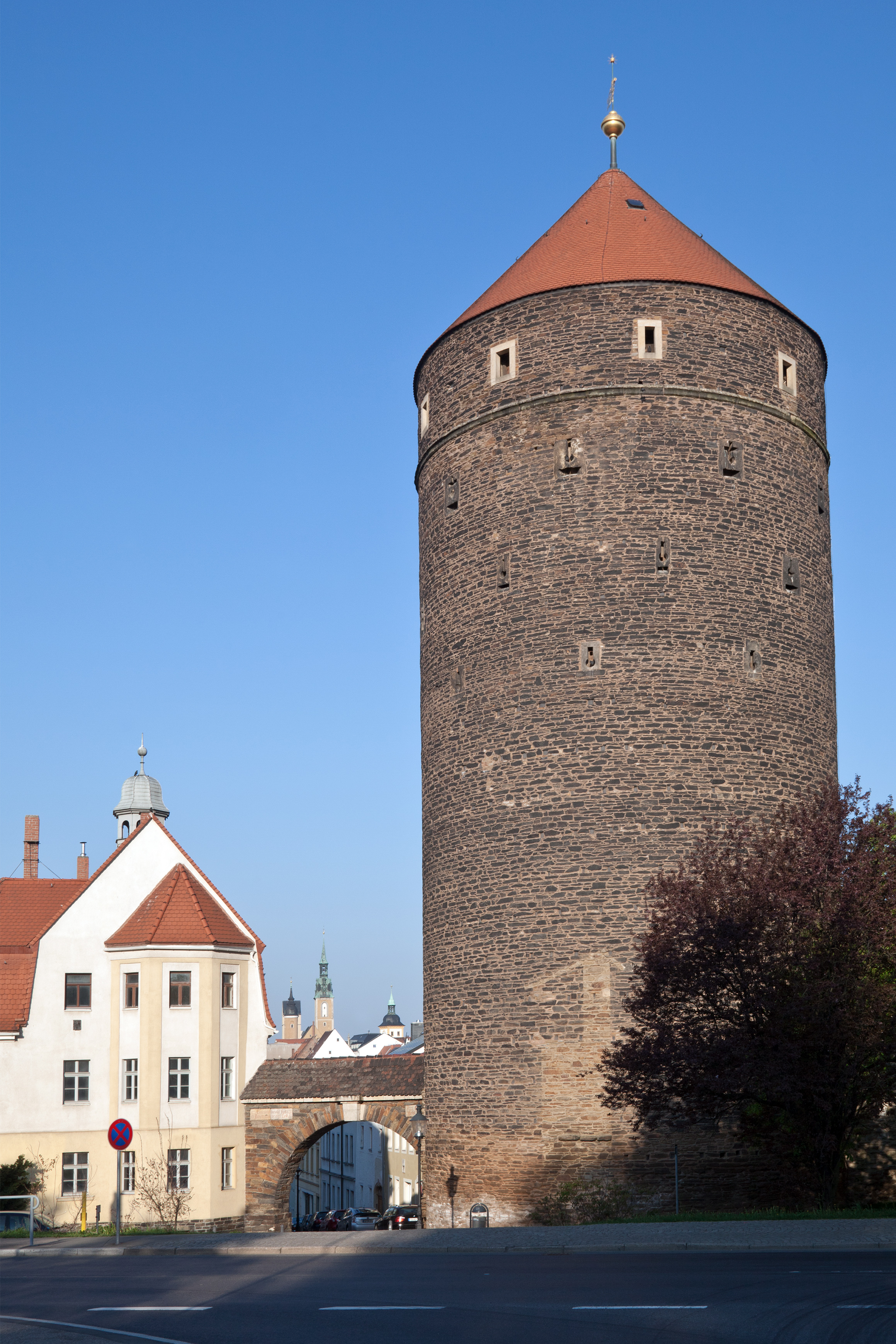

## Уродженці
- Еміль фон Зюдов (1812—1873) — німецький географ і картограф.